# Trafana subtilis
Trafana subtilis är en stekelart som först beskrevs av André Seyrig 1952.  Trafana subtilis ingår i släktet Trafana och familjen brokparasitsteklar. Inga underarter finns listade i Catalogue of Life.